# Antonín Uxa
Antonín Uxa (28. května 1847 Padrť – 8. listopadu 1894 Příkosice) byl český horník, novinář, stoupenec socialismu, odborář a aktivista za práva dělníků působící v západních Čechách. Za své postoje a činnost byl opakovaně vězněn a až do konce života sledován rakouskou policií.

## Životopis

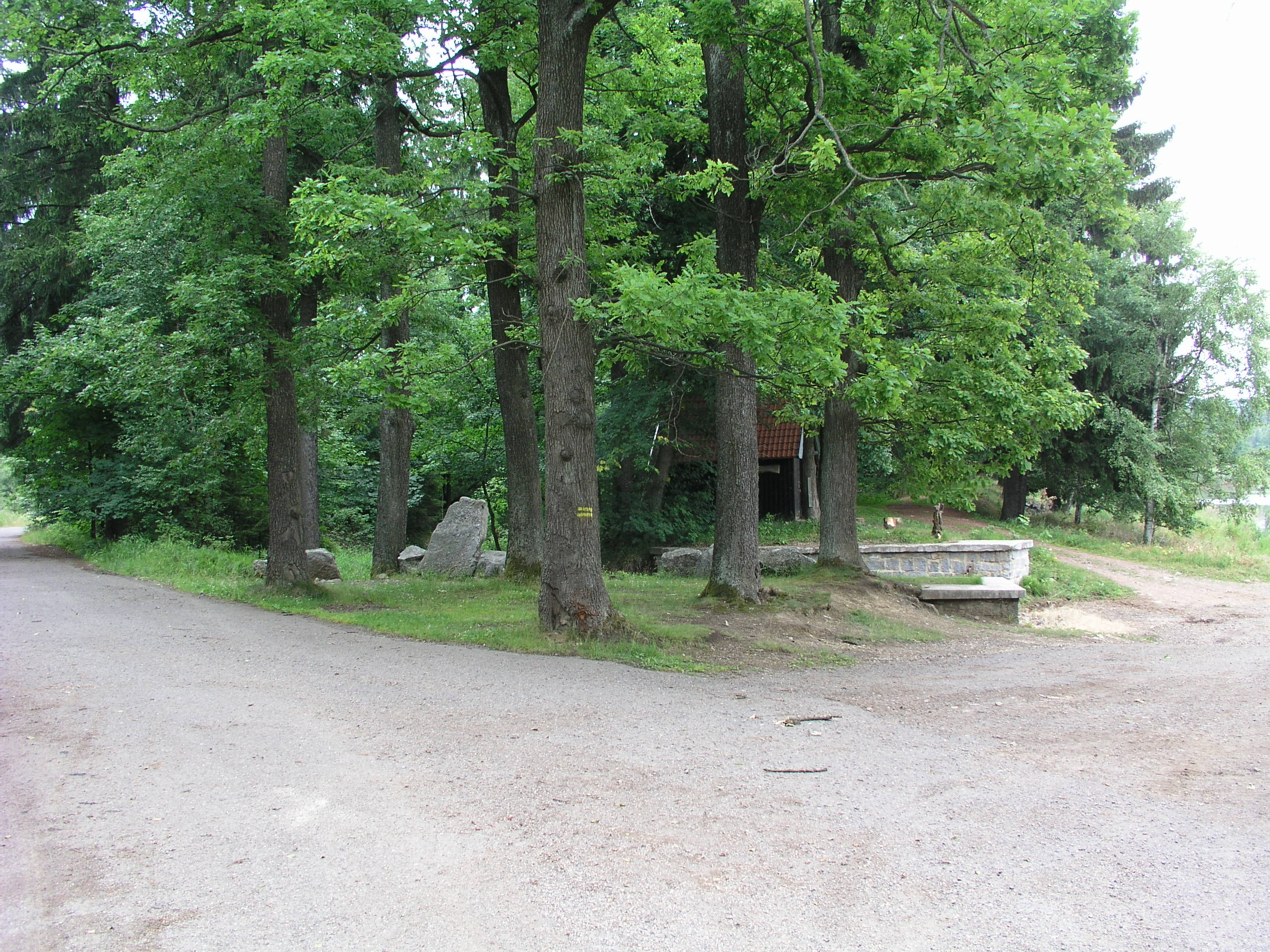
Pozůstatky zaniklé obce Padrť, kde se Uxa narodil

### Mládí
Narodil se v obci Padrť u Mirošova v chudé rodině. Ve čtrnácti letech nastoupil jako horník do místních černouhelných dolů s vysoce kvalitním uhlím nazývaným Černý diamant vlastněných společností Mirošovské kamenouhelné těžařstvo v majetku podnikatele Františka Jahnla. Roku 1865 se přestěhoval do Nýřan, kde bydlel u staršího bratra Františka, který pracoval v místních uhelných dolech. Zde se v dělnických spolcích seznámil se socialistickými idejemi a začal sympatizovat s myšlenkami revoluce proletariátu. V těchto kruzích také poznal stejně smýšlející Annu Šmejkalovou, se kterou se oženil a s níž později měl dceru.

### Politická činnost a perzekuce
Během svého pobytu v Nýřanech byl velmi aktivní v organizaci spolkové činnosti a publikování do názorových novin a časopisů, ve kterých se vymezoval proti reprezentantům státní moci i bohatým vlastníkům dolů. Za své aktivity a šíření socialistických a protistátních myšlenek byl několikrát rakouskými úřady vězněn. V roce 1886 byl po propuštění z věznice vypovězen z Nýřan a internován v Příkosicích u Mirošova, kde byl soustavně sledován policií. Na základě tohoto dozoru a zdravotních problémů bylo Uxovi znemožněno účastnit se pohřbu 12 horníků a nešťastně zabitého třináctiletého chlapce, kteří zahynuli při tvrdě potlačené hornické stávce v Nýřanech 20. května 1890.

### Úmrtí

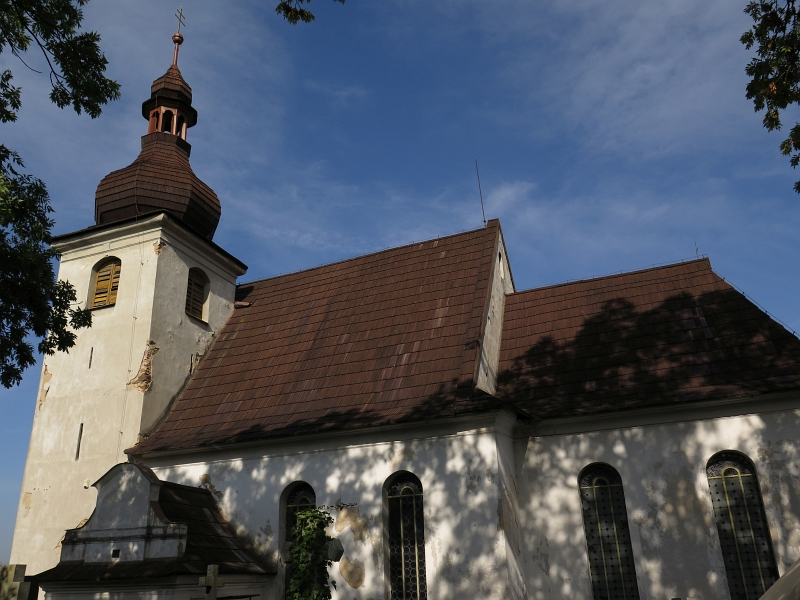
Kostel svatého Jakuba Většího u Mirošova, u kterého je Antonín Uxa pochován

Trpěl astmatem, které zhoršila prodělaná práce v dolech a s tím spojené vdechování uhelného prachu, které nadále decimovalo Uxovy plíce, psychicky jej ničil permanentní úřední dozor. Zemřel 8. listopadu 1894 v Příkosicích ve věku 47 let.
Jeho pohřbu 10. listopadu 1894 na hřbitově v Chylicích se účastnily stovky nýřanských a mirošovských horníků v uniformách a se zapálenými kahany, taktéž pod dozorem četníků. Hrob musel být postaven na okraji hřbitova. Účastníci odmítli respektovat zákaz pronášet nad Uxovou rakví jakékoli projevy a ceremoniál se tak stal manifestací dělnického stavu. Později byl nedaleko Uxova hrobu pohřben Otto Wagner, důlní správce mirošovských dolů, který proti Uxovi po celý život brojil.

## Po smrti
- Vesnice Padrť, ve které se Uxa narodil, byla zničena z důvodu vzniku vojenského výcvikového prostoru Jince v roce 1953.
- Po převzetí moci komunistickou stranou v Československu byla pro svou radikálnost byla postava Antonína Uxy propagandisticky využita, zejména v regionu Plzeňska. V obci Příkosice vyrostl v roce 1974 pomník, který je věnován éře těžby uhlí a vzpomíná též Uxu. Západočeské uhelné doly (ZUD Zbůch) po Antonínu Uxovi pojmenovali v 80. letech 20. století jeden z nově vzniklých dolů – Důl Antonín Uxa v Tlučné, nově otevřené ložisko bývalého Dolu Krimich u Vejprnic.
- V Nýřanech, Rokycanech a v Plzni je po Uxovi pojmenována ulice Antonína Uxy., v Příkosicích pak Uxova.
- O Antonínu Uxovi, ale především o těžkém životě a práci horníků, napsal nýřanský rodák František Kroc publikaci Havířské generace.